# Skoky do vody na mistrovství Evropy v plaveckých sportech
Mistrovství Evropy ve skocích do vody se pořadá od roku 1926. Jednotlivé ročníky proběhly v rámci mistrovství Evropy v plaveckých sportech, jako separátní mistrovství Evropy a v rámci evropských her.

## Jednotlivé ročníky
| Rok  | Místo       | Země                           | Datum                 | MEps | ME | EH |
| ---- | ----------- | ------------------------------ | --------------------- | ---- | -- | -- |
| 1926 | Budapešť    | Maďarsko                       | 18. – 22. srpna       | ⬤    | —  | —  |
| 1927 | Bologna     | Itálie                         | 31. srpna – 4. září   | ⬤    | —  | —  |
| 1931 | Paříž       | Francie                        | 23. – 30. srpna       | ⬤    | —  | —  |
| 1934 | Magdeburg   | Německo                        | 12. – 19. srpna       | ⬤    | —  | —  |
| 1938 | Londýn      | Spojené království             | 6. – 13. srpna        | ⬤    | —  | —  |
| 1947 | Monte Carlo | Monako                         | 10. – 14. září        | ⬤    | —  | —  |
| 1950 | Vídeň       | Rakousko                       | 20. – 27. srpna       | ⬤    | —  | —  |
| 1954 | Turín       | Itálie                         | 31. srpna – 5. září   | ⬤    | —  | —  |
| 1958 | Budapešť    | Maďarsko                       | 31. srpna – 6. září   | ⬤    | —  | —  |
| 1962 | Lipsko      | Německá demokratická republika | 18. – 25. srpna       | ⬤    | —  | —  |
| 1966 | Utrecht     | Nizozemsko                     | 20. – 27. srpna       | ⬤    | —  | —  |
| 1970 | Barcelona   | Španělsko                      | 5. – 13. září         | ⬤    | —  | —  |
| 1974 | Vídeň       | Rakousko                       | 18. – 25. srpna       | ⬤    | —  | —  |
| 1977 | Jönköping   | Švédsko                        | 14. – 21. srpna       | ⬤    | —  | —  |
| 1981 | Split       | Jugoslávie                     | 4. – 12. září         | ⬤    | —  | —  |
| 1983 | Řím         | Itálie                         | 22. – 27. srpna       | ⬤    | —  | —  |
| 1985 | Sofie       | Bulharsko                      | 4. – 11. srpna        | ⬤    | —  | —  |
| 1987 | Strasbourg  | Francie                        | 16. – 23. srpna       | ⬤    | —  | —  |
| 1989 | Bonn        | Západní Německo                | 15. – 20. srpna       | ⬤    | —  | —  |
| 1991 | Athény      | Řecko                          | 18. – 25. srpna       | ⬤    | —  | —  |
| 1993 | Sheffield   | Spojené království             | 3. – 8. srpna         | ⬤    | —  | —  |
| 1995 | Vídeň       | Rakousko                       | 22. – 27. srpna       | ⬤    | —  | —  |
| 1997 | Sevilla     | Španělsko                      | 19. – 24. srpna       | ⬤    | —  | —  |
| 1999 | Istanbul    | Turecko                        | 26. června – 1. srpna | ⬤    | —  | —  |
| 2000 | Helsinki    | Finsko                         | 3. – 9. června        | ⬤    | —  | —  |
| 2002 | Berlín      | Německo                        | 29. června – 4. srpna | ⬤    | —  | —  |
| 2004 | Madrid      | Španělsko                      | 5. – 16. května       | ⬤    | —  | —  |
| 2006 | Budapešť    | Maďarsko                       | 26. června – 6. srpna | ⬤    | —  | —  |
| 2008 | Eindhoven   | Nizozemsko                     | 13. – 24. března      | ⬤    | —  | —  |
| 2009 | Turín       | Itálie                         | 1. – 5. dubna         | —    | ⬤  | —  |
| 2010 | Budapešť    | Maďarsko                       | 4. – 15. srpna        | ⬤    | —  | —  |
| 2011 | Turín       | Itálie                         | 8. – 13. března       | —    | ⬤  | —  |
| 2012 | Eindhoven   | Nizozemsko                     | 14. – 27. května      | ⬤    | —  | —  |
| 2013 | Rostock     | Německo                        | 18. – 23. června      | —    | ⬤  | —  |
| 2014 | Berlín      | Německo                        | 13. - 24. srpna       | ⬤    | —  | —  |
| 2015 | Rostock     | Německo                        | 9. – 14. června       | —    | ⬤  | —  |
| 2016 | Londýn      | Velká Británie                 | 9. - 22. května       | ⬤    | —  | —  |
| 2017 | Kyjev       | Ukrajina                       | 12. – 18. června      | —    | ⬤  | —  |
| 2018 | Glasgow     | Velká Británie                 | 1. - 12. srpna        | ⬤    | —  | —  |
| 2019 | Kyjev       | Ukrajina                       | 5. – 11. srpna        | —    | ⬤  | —  |
| 2020 | Budapešť    | Maďarsko                       | 10. - 23. května 2021 | ⬤    | —  | —  |
| 2022 | Řím         | Itálie                         | 11. - 21. srpna       | ⬤    | —  | —  |
| 2023 | Řešov       | Polsko                         | 22. – 28. června      | —    | —  | ⬤  |

## Medailová bilance z ME ve skocích do vody (1926–2023)
| Pořadí | Stát                     |       | Muži    | Muži  | Muži  |         | Ženy  | Ženy  | Ženy    |       | Tým   | Tým     | Tým   |  | Muži + Ženy + Tým | Muži + Ženy + Tým | Muži + Ženy + Tým | Celkem | První medaile |
| Pořadí | Stát                     | Zlato | Stříbro | Bronz | Zlato | Stříbro | Bronz | Zlato | Stříbro | Bronz | Zlato | Stříbro | Bronz |  |                   |                   |                   | Celkem | První medaile |
| ------ | ------------------------ | ----- | ------- | ----- | ----- | ------- | ----- | ----- | ------- | ----- | ----- | ------- | ----- |  | ----------------- | ----------------- | ----------------- | ------ | ------------- |
| 1.     | Rusko (RUS)              |       | 27      | 27    | 20    |         | 31    | 34    | 26      |       | 33    | 25      | 17    |  | 91                | 86                | 63                | 240    | 1954          |
| 2.     | Německo (GER)            |       | 35      | 35    | 23    |         | 21    | 25    | 36      |       | 31    | 33      | 14    |  | 87                | 93                | 73                | 253    | 1926          |
| 3.     | Itálie (ITA)             |       | 6       | 9     | 16    |         | 18    | 11    | 9       |       | 16    | 8       | 13    |  | 40                | 28                | 38                | 106    | 1927          |
| 4.     | Ukrajina (UKR)           |       | 11      | 7     | 9     |         | 10    | 7     | 10      |       | 15    | 21      | 29    |  | 36                | 35                | 48                | 119    | 1981          |
| 5.     | Spojené království (GBR) |       | 10      | 9     | 10    |         | 7     | 4     | 7       |       | 12    | 15      | 14    |  | 29                | 28                | 31                | 88     | 1926          |
| 6.     | Francie (FRA)            |       | 5       | 5     | 7     |         | 4     | 3     | 2       |       | 1     | 2       | 5     |  | 10                | 10                | 14                | 34     | 1927          |
| 7.     | Švédsko (SWE)            |       | 0       | 8     | 1     |         | 8     | 9     | 7       |       | 0     | 0       | 2     |  | 8                 | 17                | 10                | 35     | 1926          |
| 8.     | Nizozemsko (NED)         |       | 2       | 0     | 1     |         | 3     | 2     | 1       |       | 0     | 0       | 1     |  | 5                 | 2                 | 3                 | 10     | 1983          |
| 9.     | Bělorusko (BLR)          |       | 3       | 2     | 6     |         | 1     | 3     | 2       |       | 0     | 2       | 2     |  | 4                 | 7                 | 10                | 21     | 1977          |
| 10.    | Rakousko (AUT)           |       | 2       | 1     | 2     |         | 2     | 5     | 2       |       | 0     | 0       | 1     |  | 4                 | 6                 | 5                 | 15     | 1927          |
| 11.    | Finsko (FIN)             |       | 2       | 2     | 4     |         | 0     | 0     | 0       |       | 0     | 0       | 0     |  | 2                 | 2                 | 4                 | 8      | 1999          |
| 12.    | Arménie (ARM)            |       | 2       | 1     | 1     |         | 0     | 0     | 0       |       | 0     | 0       | 1     |  | 2                 | 1                 | 2                 | 5      | 1977          |
| 13.    | Dánsko (DEN)             |       | 1       | 0     | 1     |         | 1     | 0     | 3       |       | 0     | 0       | 0     |  | 2                 | 0                 | 4                 | 6      | 1934          |
| 14.    | Gruzie (GEO)             |       | 2       | 0     | 1     |         | 0     | 0     | 0       |       | 0     | 0       | 0     |  | 2                 | 0                 | 1                 | 3      | 1962          |
| 15.    | Maďarsko (HUN)           |       | 1       | 2     | 3     |         | 0     | 2     | 2       |       | 0     | 1       | 3     |  | 1                 | 5                 | 8                 | 14     | 1938          |
| 16.    | Španělsko (ESP)          |       | 1       | 1     | 2     |         | 0     | 1     | 0       |       | 0     | 2       | 4     |  | 1                 | 4                 | 6                 | 11     | 1997          |
| 17.    | Švýcarsko (SUI)          |       | 0       | 0     | 0     |         | 1     | 3     | 1       |       | 0     | 0       | 1     |  | 1                 | 3                 | 2                 | 6      | 2017          |
| 18.    | Česko (CZE)              |       | 0       | 1     | 2     |         | 1     | 0     | 1       |       | 0     | 0       | 0     |  | 1                 | 1                 | 3                 | 5      | 1926          |
| 19.    | Bulharsko (BUL)          |       | 1       | 1     | 0     |         | 0     | 0     | 0       |       | 0     | 0       | 0     |  | 1                 | 1                 | 0                 | 2      | 1983          |
| 20.    | Litva (LTU)              |       | 0       | 0     | 0     |         | 1     | 0     | 0       |       | 0     | 0       | 0     |  | 1                 | 0                 | 0                 | 1      | 1958          |
| 21.    | Polsko (POL)             |       | 0       | 0     | 1     |         | 0     | 0     | 0       |       | 0     | 0       | 0     |  | 0                 | 0                 | 1                 | 1      | 1966          |
| 22.    | Kazachstán (KAZ)         |       | 0       | 0     | 1     |         | 0     | 0     | 0       |       | 0     | 0       | 0     |  | 0                 | 0                 | 1                 | 1      | 1974          |
| Celkem | Celkem                   |       | 111     | 111   | 111   |         | 109   | 109   | 109     |       | 108   | 109     | 107   |  | 328               | 329               | 327               | 984    |               |

### Zaniklé státy
- Medaile Německé demokratické republiky (GDR) jsou připočteny k Spolkové republice Německo (FRG+GER).
- Medaile dalších zaniklých států jsou rozděleny podle klíče, ve které svazové (federativní) republice se medailista připravoval. Nikoliv podle národnosti. Medaile z týmové soutěže jsou rozděleny nástupnickým zemím.

| Pořadí | Stát                   |       | Muži    | Muži  | Muži  |         | Ženy  | Ženy  | Ženy    |       | Tým   | Tým     | Tým   |  | Muži + Ženy + Tým | Muži + Ženy + Tým | Muži + Ženy + Tým | Celkem |
| Pořadí | Stát                   | Zlato | Stříbro | Bronz | Zlato | Stříbro | Bronz | Zlato | Stříbro | Bronz | Zlato | Stříbro | Bronz |  |                   |                   |                   | Celkem |
| ------ | ---------------------- | ----- | ------- | ----- | ----- | ------- | ----- | ----- | ------- | ----- | ----- | ------- | ----- |  | ----------------- | ----------------- | ----------------- | ------ |
| 1.     | Sovětský svaz (URS)    |       | 12      | 11    | 11    |         | 15    | 15    | 13      |       | 0     | 0       | 0     |  | 27                | 26                | 24                | 77     |
| 2.     | Východní Německo (GDR) |       | 3       | 5     | 5     |         | 8     | 9     | 8       |       | 0     | 0       | 0     |  | 11                | 14                | 13                | 38     |
| 4.     | Československo (TCH)   |       | 0       | 1     | 2     |         | 1     | 0     | 1       |       | 0     | 0       | 0     |  | 1                 | 1                 | 3                 | 5      |

## Medailisté
- Tabulky jsou řazeny s preferencí podle individuálních medailí.

### Rekordmani
- 3 a více individuálních zlatých medailí

| Pořadí | Jméno               | Roč. | Stát               | Spec. | Období    | Individuální | Individuální | Individuální |       | Dohromady s týmem | Dohromady s týmem | Dohromady s týmem | Celkem |
| Pořadí | Jméno               | Roč. | Stát               | Spec. | Období    | Zlato        | Stříbro      | Bronz        | Zlato | Stříbro           | Bronz             |                   | Celkem |
| ------ | ------------------- | ---- | ------------------ | ----- | --------- | ------------ | ------------ | ------------ | ----- | ----------------- | ----------------- | ----------------- | ------ |
| 1.     | Dmitrij Sautin      | 1974 | Rusko              | mix   | 1991–2010 | 9            | 2            | 1            |       | 12                | 4                 | 2                 | 18     |
| 2.     | Vera Iljinová       | 1974 | Rusko              | prkno | 1991–2004 | 6            | 5            | 1            |       | 8                 | 6                 | 1                 | 15     |
| 3.     | Tania Cagnottová    | 1985 | Itálie             | mix   | 2002–2016 | 6            | 3            | 1            |       | 10                | 4                 | 3                 | 17     |
| 4.     | Julija Pachalinová  | 1977 | Rusko              | prkno | 1995–2008 | 5            | 1            | 0            |       | 8                 | 3                 | 0                 | 11     |
| 5.     | Anna Lindbergová    | 1981 | Švédsko            | prkno | 1997–2012 | 5            | 1            | 2            |       | 5                 | 1                 | 2                 | 8      |
| 6.     | Illja Kvaša         | 1988 | Ukrajina           | prkno | 2008–2016 | 4            | 1            | 2            |       | 5                 | 1                 | 5                 | 11     |
| 7.     | Patrick Hausding    | 1989 | Německo            | mix   | 2010–2020 | 4            | 3            | 0            |       | 10                | 6                 | 3                 | 19     |
| 8.     | Klaus Dibiasi       | 1947 | Itálie             | mix   | 1966–1974 | 3            | 2            | 0            |       | 3                 | 2                 | 0                 | 5      |
| 9.     | Brita Baldusová     | 1965 | Německo            | prkno | 1983–1993 | 3            | 2            | 2            |       | 3                 | 2                 | 2                 | 7      |
| 10.    | Albin Killat        | 1961 | Německo            | mix   | 1985–1991 | 3            | 1            | 0            |       | 3                 | 1                 | 0                 | 4      |
| 11.    | Julija Prokopčuková | 1986 | Ukrajina           | věž   | 2006–2016 | 3            | 1            | 1            |       | 4                 | 5                 | 2                 | 11     |
| 12.    | Tom Daley           | 1994 | Spojené království | věž   | 2008–2020 | 3            | 2            | 0            |       | 5                 | 3                 | 0                 | 8      |
| 13.    | Jack Laugher        | 1995 | Spojené království | prkno | 2016–2022 | 3            | 2            | 0            |       | 5                 | 3                 | 0                 | 8      |

### Česko
| Pořadí | Jméno             | Ročník | Speci. | Období | Individuální | Individuální | Individuální |       | Dohromady s týmem | Dohromady s týmem | Dohromady s týmem | Celkem |
| Pořadí | Jméno             | Ročník | Speci. | Období | Zlato        | Stříbro      | Bronz        | Zlato | Stříbro           | Bronz             |                   | Celkem |
| ------ | ----------------- | ------ | ------ | ------ | ------------ | ------------ | ------------ | ----- | ----------------- | ----------------- | ----------------- | ------ |
| 1.     | Milena Duchková   | 1952   | věž    | 1970   | 1            | 0            | 0            |       | 1                 | 0                 | 0                 | 1      |
| 2.     | Franz Leikert     | 1914   | mix    | 1934   | 0            | 1            | 1            |       | 0                 | 1                 | 1                 | 2      |
| 3.     | Július Balász     | 1901   | prkno  | 1926   | 0            | 0            | 1            |       | 0                 | 0                 | 1                 | 1      |
| 4.     | Heidemarie Grécká | 1965   | prkno  | 1985   | 0            | 0            | 1            |       | 0                 | 0                 | 1                 | 1      |